# Smashes, Thrashes & Hits
Albums de Kiss
Chikara
(1988) Hot in the Shade
(1989)
Smashes, Thrashes & Hits est une compilation du groupe américain Kiss sortie en 1988. Parmi les 15 titres de l'album, deux nouveaux titres sont présentés, Let's Put the X in Sex et (You Make Me) Rock Hard. Mais on peut aussi entendre Eric Carr chanter pour la première fois sur un album de KISS, sur la chanson "Beth".
L'album a été certifié deux fois disque de platine le 26 février 1996, après 2 000 000 d'exemplaires écoulés.

## Composition du groupe
- Paul Stanley - chants, guitare rythmique
- Gene Simmons - chants, basse
- Eric Carr - batterie, chants sur Beth
- Bruce Kulick - guitare solo

## Liste des titres
| No  | Titre                          | Crédit(s)                                 | Durée |
| --- | ------------------------------ | ----------------------------------------- | ----- |
| 1.  | Let's Put the X in Sex         | Paul Stanley, Desmond Child               | 3:48  |
| 2.  | (You Make Me) Rock Hard        | Paul Stanley, Desmond Child, Diane Warren | 3:26  |
| 3.  | Love Gun (remix)               | Paul Stanley                              | 3:31  |
| 4.  | Detroit Rock City (remix)      | Paul Stanley, Bob Ezrin                   | 3:45  |
| 5.  | I Love It Loud (remix)         | Gene Simmons, Vinnie Vincent              | 2:44  |
| 6.  | Deuce (remix)                  | Gene Simmons                              | 3:20  |
| 7.  | Lick It Up                     | Paul Stanley, Vinnie Vincent              | 3:53  |
| 8.  | Heaven's on Fire               | Paul Stanley, Desmond Child               | 3:19  |
| 9.  | Calling Dr. Love (remix)       | Gene Simmons                              | 3:38  |
| 10. | Strutter (remix)               | Paul Stanley, Gene Simmons                | 3:37  |
| 11. | Beth                           | Peter Criss, Bob Ezrin, Stan Penridge     | 2:46  |
| 12. | Tears Are Falling              | Paul Stanley                              | 3:54  |
| 13. | I Was Made for Lovin' You      | Paul Stanley, Desmond Child, Vini Poncia  | 4:29  |
| 14. | Rock and Roll All Nite (remix) | Paul Stanley, Gene Simmons                | 2:56  |
| 15. | Shout It Out Loud (remix)      | Paul Stanley, Gene Simmons, Bob Ezrin     | 3:07  |

## Charts
Album
| Pays        | Charts            | Position |
| ----------- | ----------------- | -------- |
| États-Unis  | Billboard 200     | 21       |
| Royaume-Uni | UK Albums Chart   | 62       |
| Suède       | Sverigetopplistan | 30       |
| Norvège     | VG-lista          | 13       |
| Australie   | ARIA              | 38       |

Single
| Année | Pays       | Single                 | Chart             | Position |
| ----- | ---------- | ---------------------- | ----------------- | -------- |
| 1988  | Australie  | Let's Put The X In Sex | ARIA Charts       | 49       |
| 1989  | États-Unis | Let's Put The X In Sex | Billboard Hot 100 | 97       |

### Certifications
| Industrie | Certifié   | Ventes     |
| --------- | ---------- | ---------- |
| RIAA      | 2x Platine | 2 millions |

## Format
| Année | Pays        | Format         | Catalogue     | Label             |
| ----- | ----------- | -------------- | ------------- | ----------------- |
| 1988  | États-Unis  | Cassette audio | 422 836 427-4 | Mercury           |
| 1988  | États-Unis  | CD             | 836 427-4     | Mercury           |
| 1988  | États-Unis  | CD             | P2-36427      | Mercury           |
| 1988  | Allemagne   | CD             | 836 759-2     | PolyGram, Vertigo |
| 1988  | Europe      | Vinyle         | 836 759-1     | PolyGram, Vertigo |
| 1988  | États-Unis  | Vinyle         | 422 836 427-1 | Mercury           |
| 1988  | États-Unis  | Vinyle, Pic    | 836 887-1     | Mercury           |
| 1989  | Japon       | CD             | 28PD-541      | Mercury           |
| 1989  | Yougoslavie | Vinyle         | 220809        | PGP RTB           |
| 1991  | Japon       | CD             | PHCR-1146     | Mercury           |